# حوزه انتخابیه فریدن، فریدون‌شهر، چادگان و بویین میاندشت
حوزه انتخابیه فریدن ، فریدون‌شهر ، چادگان ، بوئین میاندشت یکی از حوزه‌های استان اصفهان برای انتخابات مجلس شورای اسلامی است. این حوزه به مرکزیت داران ۱ نماینده دارد.

## نمایندگان

### دورۀ اول
- اسداله کیان ارثی

### دورۀ دوم
- اسداله کیان ارثی

### دورۀ سوم
- عباس هدایتی سیچانی

### دورۀ چهارم
- اسداله کیان ارثی

### دورۀ پنجم
- غلامرضا حیدری دارانی

### دورۀ ششم
- اسداله کیان ارثی

### دورۀ هفتم
- بهمن محمدی

### دورۀ هشتم
- بهمن محمدی

### دورۀ نهم
- محمدعلی اسفنانی

### دورۀ دهم
- اکبر ترکی[۱]

### دورۀ یازدهم
- حسین محمدصالحی

### دورۀ دوازدهم
- اسماعیل سیاوشی

## پی‌نوشت و منبع
1. 1 2  «فارس گزارش می‌دهد
مجلس دهم در «راند» دوم تکمیل شد/ اصولگرایان و اصلاح طلبان چند کرسی در مجلس آینده دارند؟ + جدول». خبرگزاری فارس. 1392/02/11. بایگانی‌شده از اصلی در 13 سپتامبر 2016. دریافت‌شده در 1395/06/23. تاریخ وارد شده در |بازبینی=،|تاریخ= را بررسی کنید (کمک)

- «جدول حوزه‌های انتخابیه در انتخابات نهمین دورهٔ مجلس شورای اسلامی» (PDF). مرکز پژوهش و سنجش افکار صدا و سیما. بایگانی‌شده از اصلی (PDF) در ۵ اكتبر ۲۰۱۸. دریافت‌شده در ۱۸ مارس ۲۰۱۶. تاریخ وارد شده در |archive-date= را بررسی کنید (کمک)